# Adorazione dei pastori (Baldovinetti)
La Adorazione dei pastori è un affresco con parti a secco (390x488 cm) di Alesso Baldovinetti, databile al 1460 e conservato nel Chiostro dei Voti della basilica della Santissima Annunziata di Firenze.

## Storia
L'Adorazione dei pastori (o Natività) fu il primo affresco che decorò il "chiostrino", documentato in un registro di conti del convento con la registrazione dell'accordo col pittore al 27 maggio 1460, presente il priore del convento, Biagio d'Alberto. Il pagamento di venti fiorini più spese, per il mantenimento del maestro e di un eventuale aiuto (forse non attivo nella pittura), doveva essere versato in tre rate; lo stesso anno Arrigo Arrigucci versò al convento una somma per sostenere appunto le spese dell'artista.

## Descrizione e stile

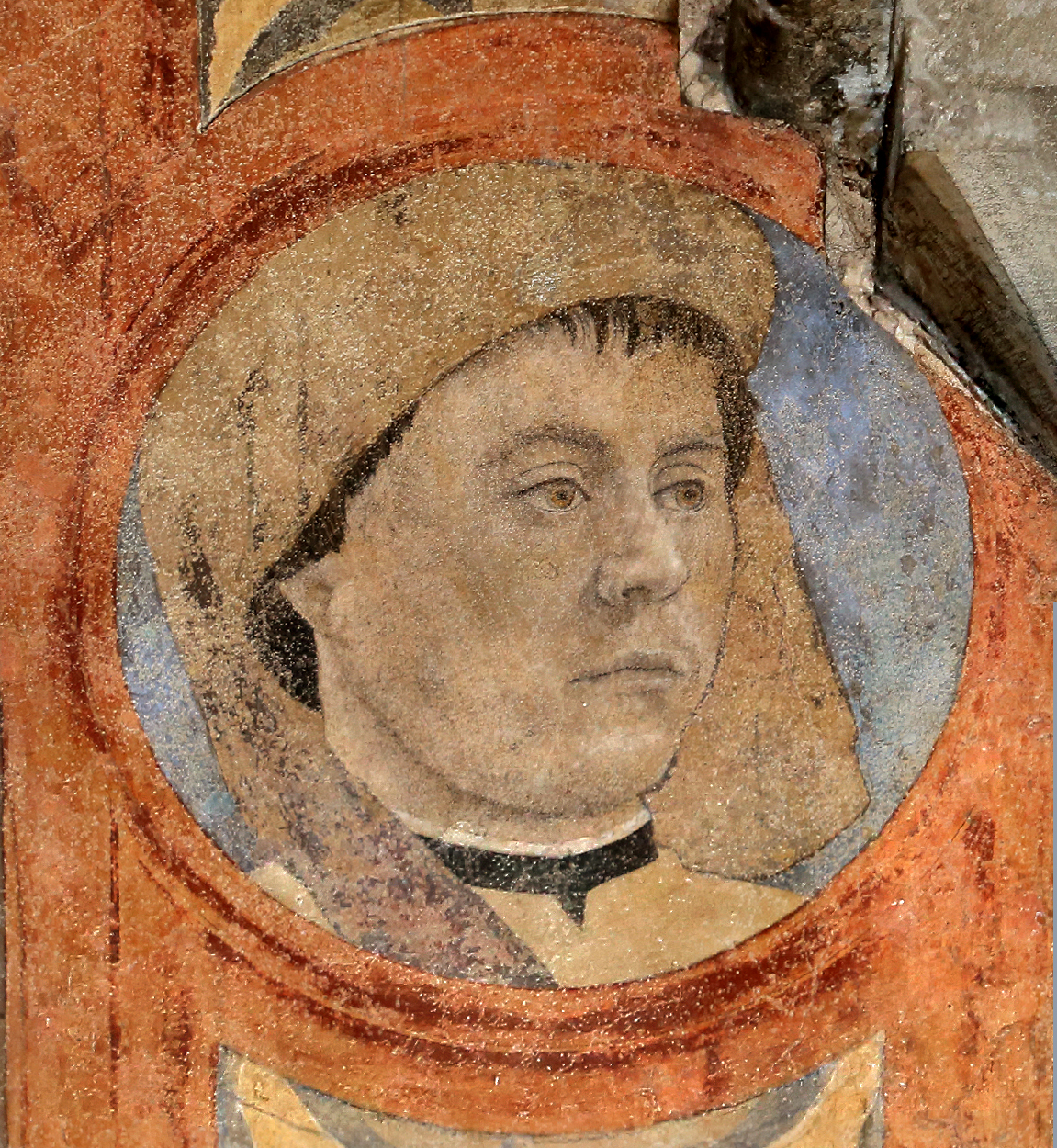
Autoritratto di Baldovinetti

Nonostante la carente conservazione dell'opera, in parte dipinta a secco ed esposta fino all'Ottocento agli agenti atmosferici, sebbene riparata dal portico, vi si rileva ancora oggi una cura attenta al dettaglio naturalistico, soprattutto nel vasto paesaggio che fa da sfondo alla scena, visto a volo d'uccello con una profondità straordinaria. Probabilmente l'artista si ispirò alla Val d'Arno, precisamente riferita alla stagione invernale. Vedute così ispiravano in quegli anni Antonio del Pollaiolo.
In primo piano, a destra, sta la capanna della Natività, in rovina come da tradizione, con al centro il Bambino affiancato da Maria in preghiera, Giuseppe dormiente, come al solito, il bue e l'asinello. A destra accorrono due pastori, mentre a sinistra altri due ricevono l'annuncio da parte dell'angelo. In alto volano quattro angeli, ciascuno scorciato in maniera diversa, che ricordano quelli di Andrea del Castagno al Cenacolo di Santa Apollonia. Il motivo decorativo dei nastri svolazzanti delle cinte iniziava a godere in quegli anni di popolarità, usato da artisti come Perugino. Eccezionale è la cura con cui venne dipinta l'edera che si abbarbica sul muro della capanna, o l'albero da frutto che vi si appoggia, o ancora la consistenza petrosa della piattaforma rocciosa su cui la stessa capanna si trova.
Nelle testine presenti nella cornice si leggono echi peirfrancescani, nati dall'incontro dei due artisti nella bottega di Domenico Veneziano.